# Nadia Comaneciová
Nadia Elena Comaneciová (v rumunské verzi jména Comăneci, v anglické Comaneci, *12. listopadu 1961, Onesti) je gymnastka rumunského původu, držitelka pěti zlatých olympijských medailí a první gymnastkou, která obdržela v olympijském závodu nejvyšší možnou známku 10. Je považována za jednu z největších sportovkyň 20. století a jednu z největších světových gymnastek všech dob.

## Život
Narodila se v Onesti v Rumunsku. Její rodiče Gheorghe a Stefania-Alexandrina Comaneciovi ji pojmenovali po Naděždě, hrdince ruského filmu. Na národní úrovni poprvé soutěžila v roce 1970 jako členka týmu svého rodného města. Od raného mládí byla trénována Bélou Károlyim a jeho ženou Martou. K dosažení výsledků jimi byla týrána. V roce 1975 jako třináctiletá zažila Comaneciová první velký úspěch na mistrovství Evropy v norském Skienu, kde vyhrála tři zlaté medaile a jednu stříbrnou. Na předolympijské soutěži v Montrealu v témže roce získala titul ve víceboji. Téhož roku ji americká agentura Associated Press vybrala za Sportovce roku.
Ve čtrnácti letech se stala hvězdou olympijských her v roce 1976 v quebeckém Montrealu. Nejenže se stala první gymnastkou na olympiádě, která obdržela nejvyšší možnou známku 10 (což zopakovala ještě šestkrát), ale vyhrála díky tomu tři zlaté medaile (víceboj jednotlivkyň, kladina, bradla), stříbrnou (víceboj družstev) a bronzovou (prostná cvičení). Doma jí její úspěch přinesl jmenování Hrdinkou socialistické práce. Byla nejmladším Rumunem, který obdržel toto ocenění. Už před Montrealem dosáhla 19 maximálních známek.

### Po montrealské olympiádě
V roce 1977 úspěšně obhájila svůj evropský titul ve víceboji, rumunský tým však kontroverzně odstoupil v závěru soutěže na protest proti bodování. S nadváhou a mimo formu se ukázala na mistrovství světa v roce 1978. Pád na bradlech ji v závěru odsunul na 4. místo, ale na kladině titul obhájila.
Roku 1979 opět štíhlá vyhrála svůj třetí evropský titul za sebou (to se před ní žádnému gymnastovi ani gymnastce nepodařilo). Na mistrovství světa v prosinci Comaneciová po povinných sestavách vedla, ale byla hospitalizována ještě před volnými sestavami týmové soutěže kvůli otravě krve z rány na zápěstí způsobené sevřením své kovové přezky. Navzdory příkazům lékařů opustila nemocnici a soutěžila na kladině, kde byla ohodnocena známkou 9,95. Její výkon pomohl Rumunkám získat první týmovou zlatou medaili.
Zúčastnila se také olympiády v roce 1980, kde se ve víceboji umístila druhá po Jeleně Davydovové. Ve své knize Letters To A Young Gymnast popisuje tuto porážku slovy „Ten den podala Jelena prostě lepší výkon“. Udržela si svůj olympijský titul na kladině, dělila se o zlatou medaili na prostných cvičeních a rumunský tým skončil druhý.

### Po skončení sportovní kariéry

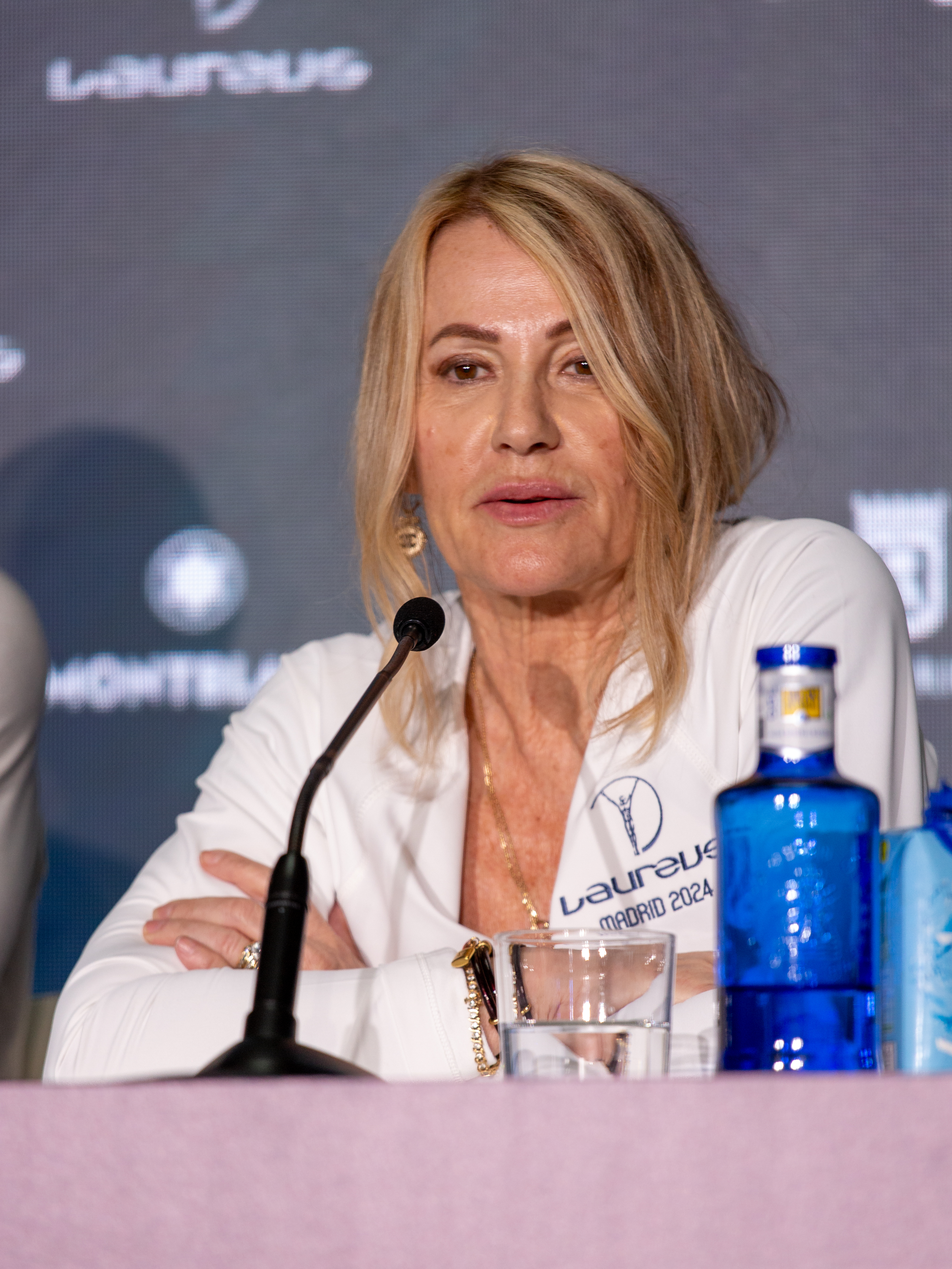
Comaneciová na vyhlášení cen Laureus, 2024

Krátce po těchto hrách ukončila svou sportovní kariéru. Její poslední velký závod byla Světová univerziáda v Bukurešti roku 1981, kde vyhrála 5 zlatých medailí. Vyskytla se však nedoložená tvrzení o podjatosti části hodnotících, protože jich byla polovina zajištěna rumunskou stranou. Mezi lety 1984 a 1989 byla členkou Rumunské gymnastické federace a pomáhala trénovat rumunské juniorské gymnastky. V listopadu 1989 uprchla do Spojených států. Comaneciová strávila většinu času cestováním a propagací výrobků pro gymnastky, spodního prádla žokejů, výrobků pro aerobic a dokonce i předváděním svatebních šatů. V roce 1994 se zasnoubila s americkým gymnastou Bartem Connerem a poprvé od svého útěku se vrátila do Rumunska. V dubnu 1996 se za něj v Rumunsku provdala.
V roce 1999 se stala prvním sportovcem pozvaným do Organizace spojených národů, aby svým projevem zahájila Mezinárodní rok dobrovolníků 2000. Stále je zaměstnána gymnastikou a charitativní činností po celém světě. Ona a její muž vlastní Gymnastickou akademii Barta Connera, firmu Perfect 10 Production Company a několik obchodů se sportovním náčiním a dále je redaktorkou časopisu International Gymnast.
Od 29. června 2001 je naturalizovaným občanem Spojených států.
Je místopředsedkyní představenstva Hnutí speciálních olympiád, čestnou prezidentkou Rumunské gymnastické federace, čestnou předsedkyní Rumunského olympijského výboru, Velvyslankyní sportů Rumunska, viceprezidentkou představenstva Asociace pro svalovou dystrofii a členkou Nadace Mezinárodní gymnastické federace. Od Mezinárodního olympijského výboru obdržela dvakrát Olympijský řád.
V prosinci 2003 publikovala svoji první knihu Letters To A Young Gymnast.